# Sint-Benedictusbasiliek (Norcia)
De Sint-Benedictusbasiliek is een 14e-eeuwse benedictijnse kerk in het centrum van het Italiaanse Norcia, de geboorteplaats van Benedictus van Nurcia, de heilige aan wie de kerk toegewijd is. Toegewijd aan de beschermheilige van Europa en de vader van het westerse monasticisme is de basiliek een van Umbriës belangrijkste spirituele locaties.
Aan de oorspronkelijke benedictijnse gemeenschap die in het aan de basiliek gebouwde abdij huisde, is in de Franse tijd een einde gekomen. In 2000 vestigde zich een nieuwe benedictijnse gemeenschap in de abdij.
De basiliek werd in 2016 vernield door een zware aardbeving en is sindsdien in de herbouw. De instorting van het oude complex leidde tot de verhuizing van de benedictijnse gemeenschap naar een nieuw complex gelegen aan de rand van de stad, de Sint-Benedictusabdij in Monte.

## Geschiedenis
In de 8e eeuw werd in Norcia voor pelgrims een kapel gebouwd op de ruïne van het 5e-eeuwse huis waar Sint-Benedictus en zijn tweelingszus Scholastica drie eeuwen eerder geboren zouden zijn. In de 10e eeuw vestigden monniken zich in Norcia. De basiliek werd tussen 1290 en 1338 gebouwd op de crypte waar Benedictus begraven ligt. Aan de hand van de monniken van Sant'Eutizio in Valcastoriana onderging het enkele jaren later een eerste uitbreiding.

In 1810 waren de monniken gedwongen te vertrekken; onder de toen geldende Code Napoléon werd het klooster gesloten en verkocht.

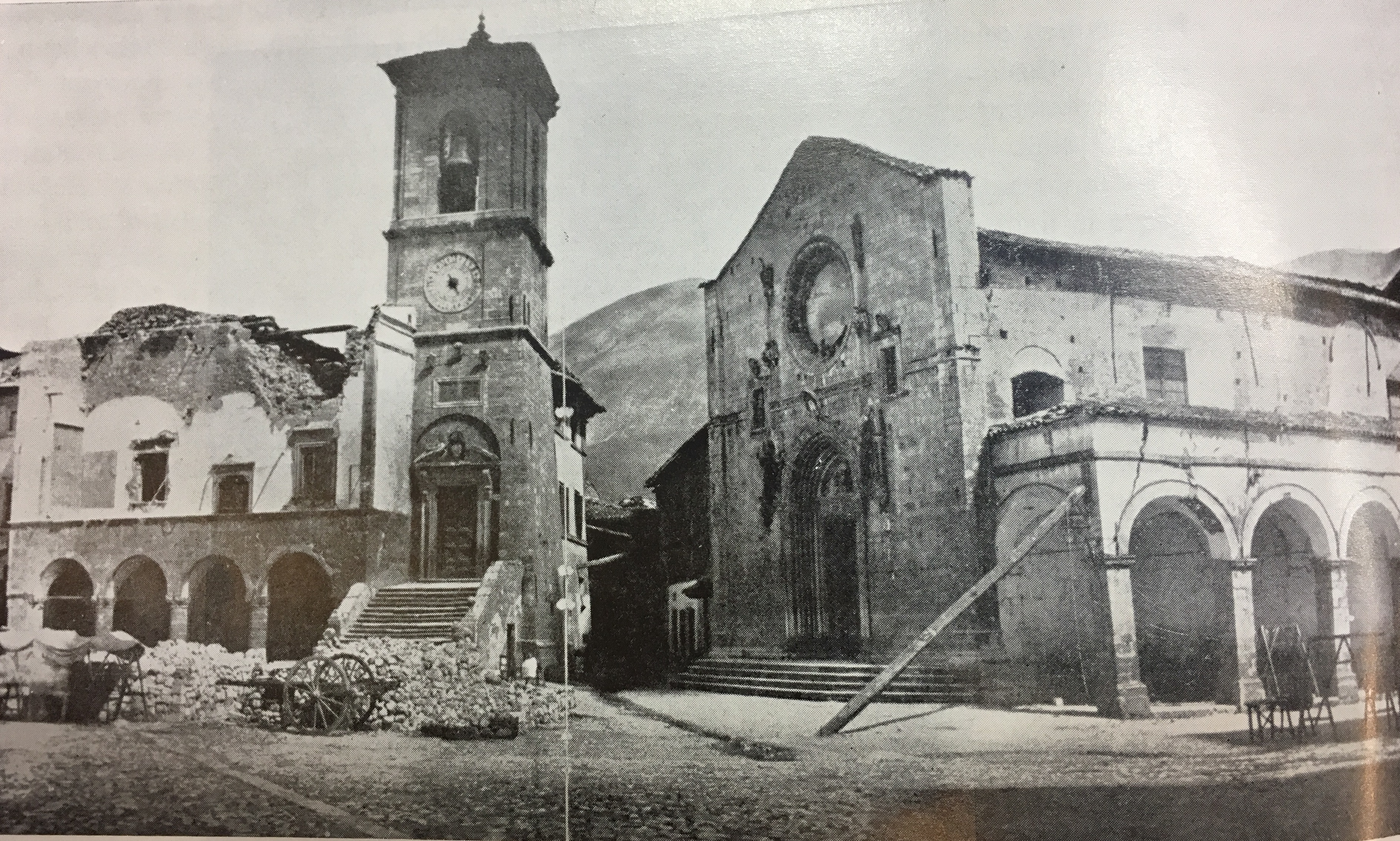
Het plein van Norcia na de aardbeving van 1859

Een kleine twee eeuwen later, in 2000, kocht een toen recentelijk gestichte Amerikaanse benedictijnse orde de abdij en vestigde zich er. Op 30 oktober 2016 werd midden-Italië getroffen door een zware aardbeving. De abdij liep grote schade op en moest wederopgebouwd worden. De toenmalige benedictijnen verlieten het centrum van Norcia om zich buiten de stad te vestigen. In 2022 werd bekend dat ze niet terug zouden keren naar hun oude locatie en dat ze buiten de stad een nieuwe abdij bouwden, dat werd het Sint-Benedictusabdij in Monte.
De orde verzaakte het vernielde complex niet: ze droegen bij aan de wederopbouw van de Sint-Benedictusbasiliek. Deze werd met de steun van de Europese Unie, de Italiaanse overheid en Hongarije op de oorspronkelijke locatie heropgebouwd. Een vijfde van de kosten werd gedekt door de verkoop van Nursia, het eigen bier van de orde, waarvan de bierbrouwinstallatie vrijwel intact de aardbeving had overleefd en dat naar de nieuwe locatie van de orde verhuisd was.

## Beschrijving

### De basiliek
De basiliek combineert middeleeuwse en gotische architectuur met latere restauraties en uitbreidingen. De gevel is gotisch en heeft een spitsboogportaal en een roosvenster dat omgeven wordt door de symbolen van de vier evangelisten. De gevel wordt verder gekenmerkt door een zachtroze tint en is klokvormig, omlijst door twee pilasters met pinakels. Het onderste deel heeft een monumentale ingang met een timpaan waarin een beeldengroep van de Madonna met kind en twee engelen is verwerkt. In de nissen aan weerszijden staan beelden van Benedictus en Scholastica.

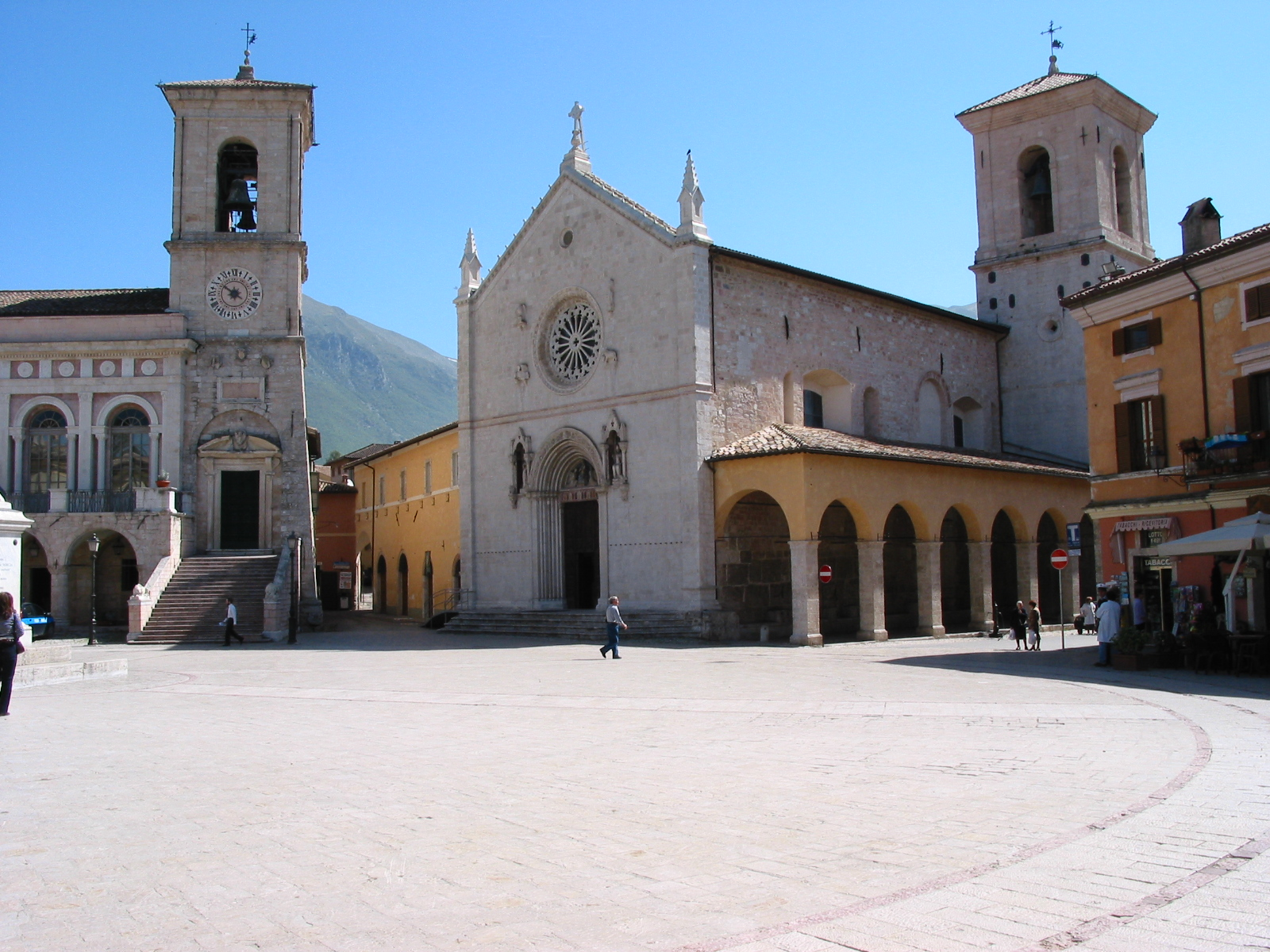
Loggia van de Kooplieden

Langs de rechterzijde van de basiliek loopt de Loggia van de Kooplieden, een portico die in 1510 werd toegevoegd. Oorspronkelijk diende deze als een overdekte markt, waarvan de graanopslagbakken uit die tijd nog zichtbaar zijn. De klokkentoren werd in de 14e eeuw opgetrokken, maar de aardbeving van 1703 vernielde het bovenste gedeelte, dat vervolgens door een kleinere versie werd vervangen. Na de aardbeving van 1859 werd het bovenste deel van de gevel gerestaureerd. De meest recente restauraties dateren uit de jaren 1950, toen een 14e-eeuwse triomfboog werd blootgelegd.

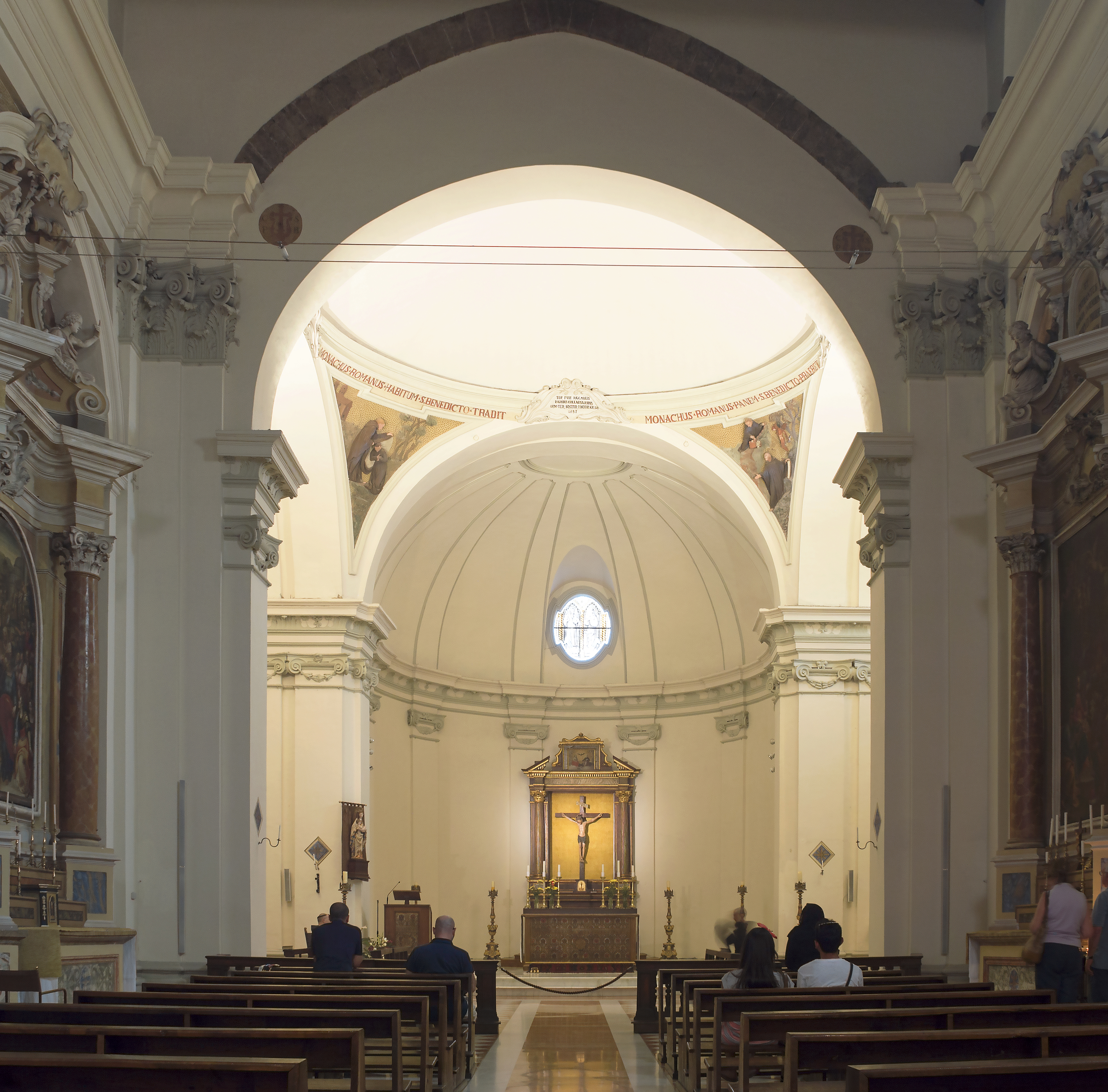
Het interieur van voor de aardbeving van 2016

Het interieur is eenvoudig en ruimtelijk, ingericht volgens een Latijns kruisplan met een veelhoekige apsis. Hoewel de basiliek in de 18e eeuw volledig werd heringericht, zijn enkele fresco’s uit de 16e eeuw bewaard gebleven. In het linkertransept bevindt zich het schilderij 'Sint-Benedictus en Totila' van Filippo Napoletano (1621), terwijl in het rechtertransept een 'Madonna en de heiligen van Norcia' te zien is, halverwege de 17e eeuw geschilderd door Vincenzo Manetti. De apsis herbergt een monumentale houten koor uit de 16e eeuw, afkomstig uit de Kerk van de Annunziata elders in de stad.

### De crypte

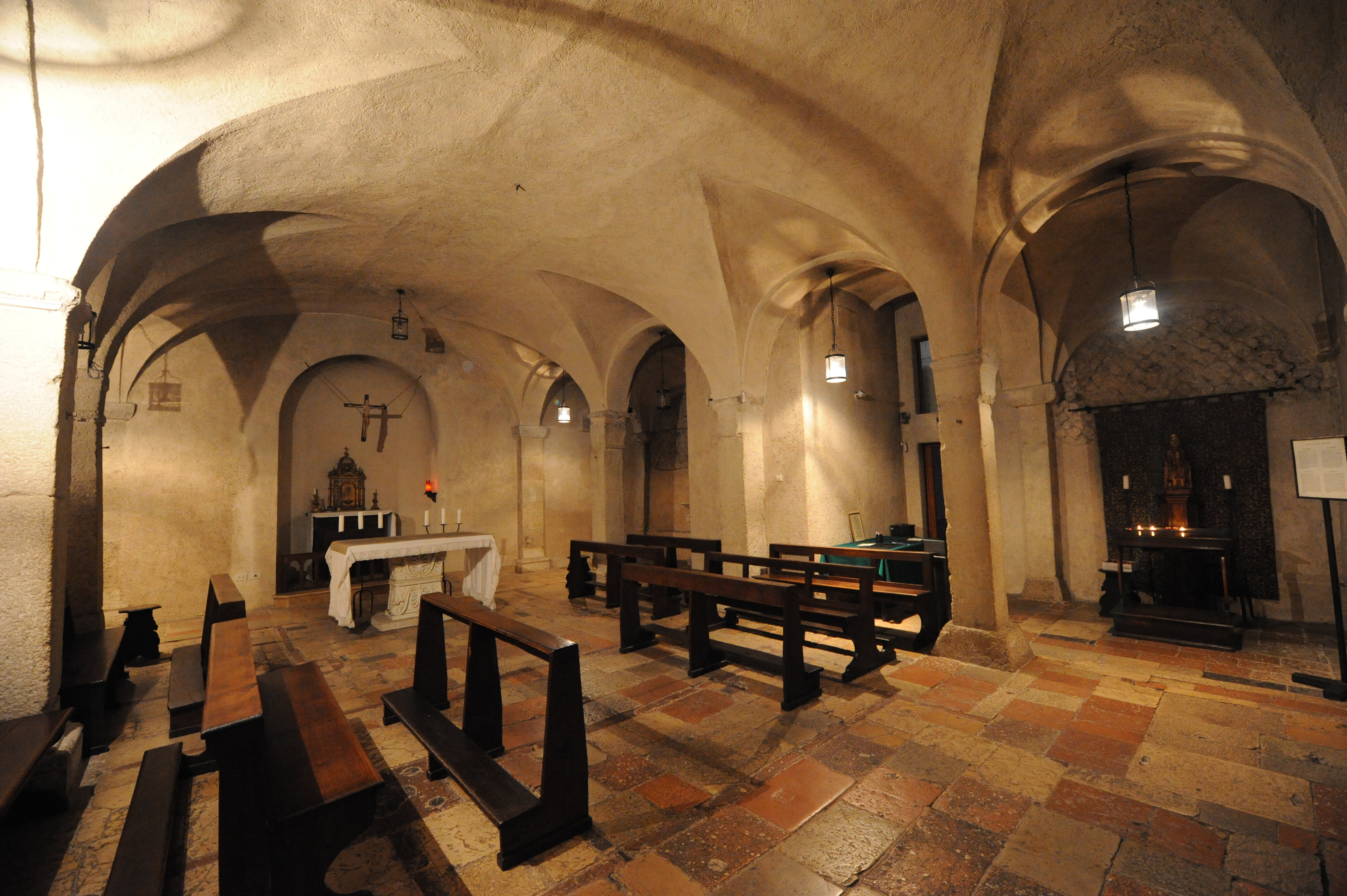
De crypte van voor de aardbeving van 2016

De crypte van de basiliek bestaat uit drie schepen, ondersteund door pilasters met ruwe kapitelen. De centrale beuk heeft een tongewelf, terwijl de smallere zijbeuken kruisgewelven hebben. De linkerkant eindigt in een kleine absis, die ooit deel uitmaakte van een Romeins openbaar gebouw uit de 1e eeuw en dat later werd omgevormd tot het primitieve Oratorium van Sint-Benedictus. Delen van de crypte tonen opus reticulatum-metselwerk en sporen van 14e-eeuwse fresco’s, met name in de linker apsis, waar volgens de traditie de tweelingheiligen Benedictus en Scholastica werden geboren. Via een kleine deur is een archeologische site te bezichtigen, waarin de resten van nog twee kamers van het Romeinse gebouw te zien zijn.

### Het klooster
De aan de basiliek belendende klooster bevatte een refectorium op de eerste verdieping met op maat gemaakte houten panelen, een muurfresco van de kruisiging en een keuken. Op de begane grond stond de bierbrouwinstallatie.
De aardbeving van 2016 heeft het klooster niet zo zwaar beschadigd als de basiliek, het was evenwel onbewoonbaar geworden. De monniken zijn naar buiten de stad verhuist en anno 2024 is de herbouw van het klooster nog niet begonnen.